# Castagnola (Umbrien)
Castagnola ist eine Fraktion (italienisch frazione) von Giano dell’Umbria in der Provinz Perugia, Region Umbrien in Italien.

## Geografie
Der Ort liegt etwa 1,5 km nordwestlich des Hauptortes Giano dell’Umbria und etwa 35 km südöstlich der Provinz- und Regionalhauptstadt Perugia. Der Ort liegt bei 483 m s.l.m. und hatte 2011 etwa 10 Einwohner. Die Kirchen des Ortes liegen im Erzbistum Spoleto-Norcia. Der Ort gehörte zur historischen Landschaft der Normandia (Normannia).

## Geschichte
Erstmals erwähnt wurde der Ort 1241 und gehörte zu Montecchio (heute ebenfalls Ortsteil von Giano dell’Umbria). Von 1391 bis 1439 gehörte der Ort zu den Trinci, ab dem 16. Jahrhundert dann zu Todi, wie das Wappen von Todi auf dem Wehrtor des Ortes attestiert. Die Statuten des Ortes stammen aus dem Jahr 1486. Seit 1861 ist Castagnola Ortsteil von Giano dell’Umbria.

## Sehenswürdigkeiten
- Santa Croce, Kirche im Ortskern, die im 16. Jahrhundert dokumentiert wurde, aber älter ist.[3]
- Fontenuova, Brunnen kurz südlich des Ortes.
- Madonna del Fosco, Kirche kurz südlich des Ortes. Der Legende nach 14713 nach einer Pest entstanden, wurde 1450, um 1600 und 1811[4] vergrößert und erlangte ihr heutiges Erscheinungsbild als Sanktuarium von 1855 bis 1860. Geweiht wurde sie am 8. Oktober 1860 von Giovanni Battista Arnaldi, dem Bischof von Spoleto.[4] Die Anlage wurde 1960 restauriert.[5]
- Madonna del Pianto, eine kleine Kirche östlich des Ortes nahe der Abtei San Felice. Das Bild der Maestà entstand 1672 und wurde mittlerweile durch eine Kopie ersetzt, die Kirche um das Bild entstand 1713. Eine Restaurierung fand 1992 statt. Bis 1952 fanden im Mai Prozessionen von der Abtei San Felice zur Madonna del Pianto statt.[6]

## Bilder

Bilder von Castagnola
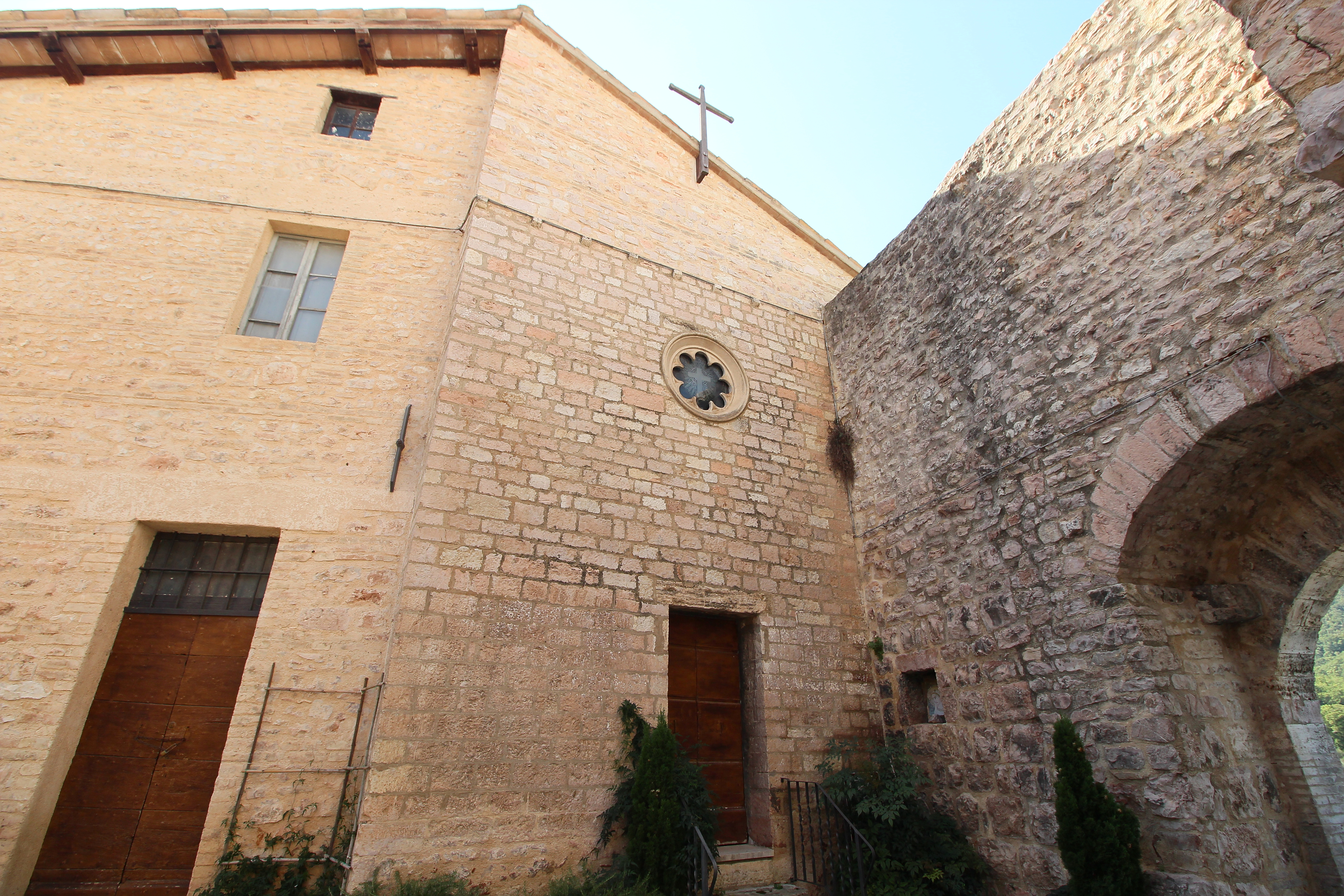
Die Kirche Santa Croce
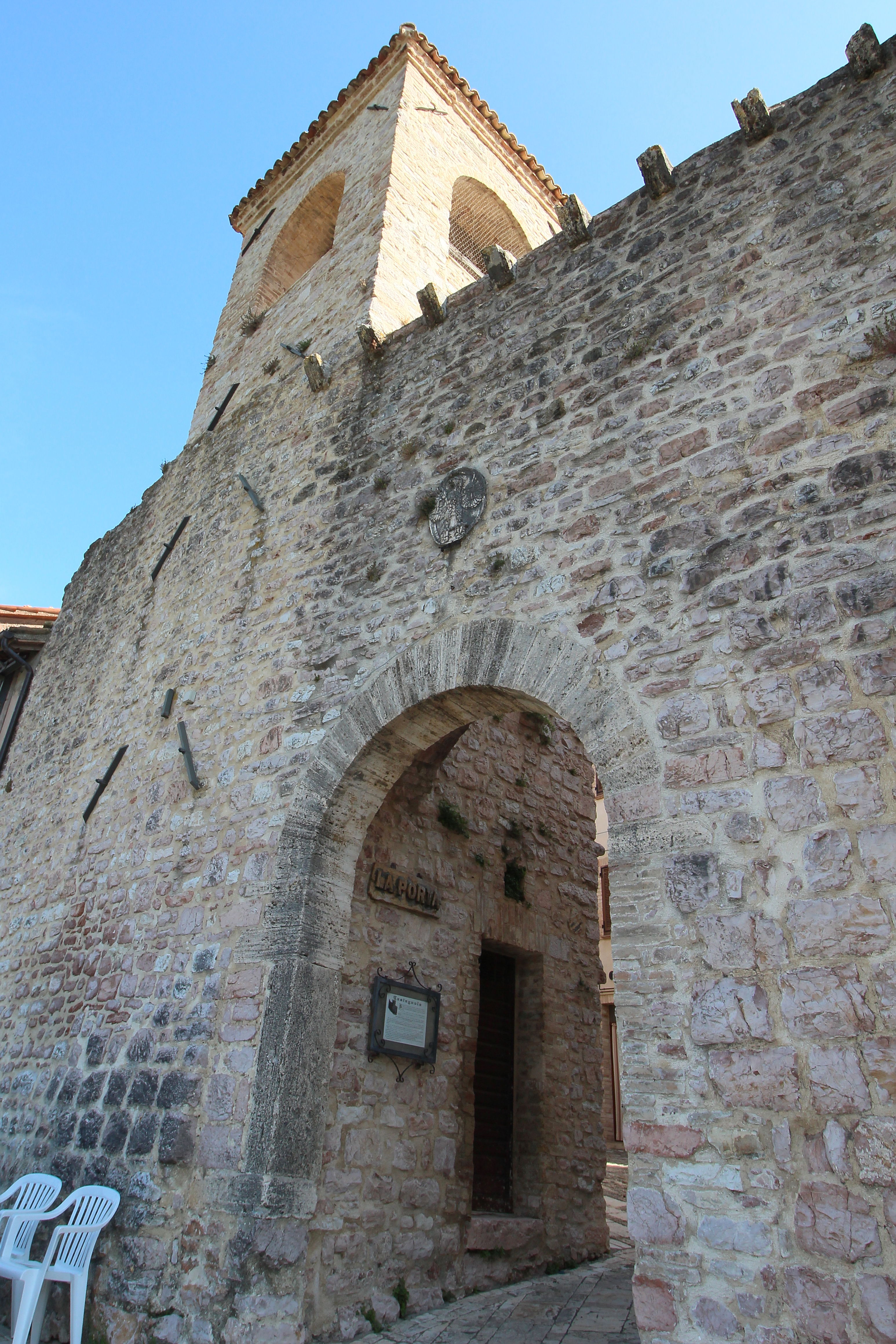
Wehrtor Porta del Castello
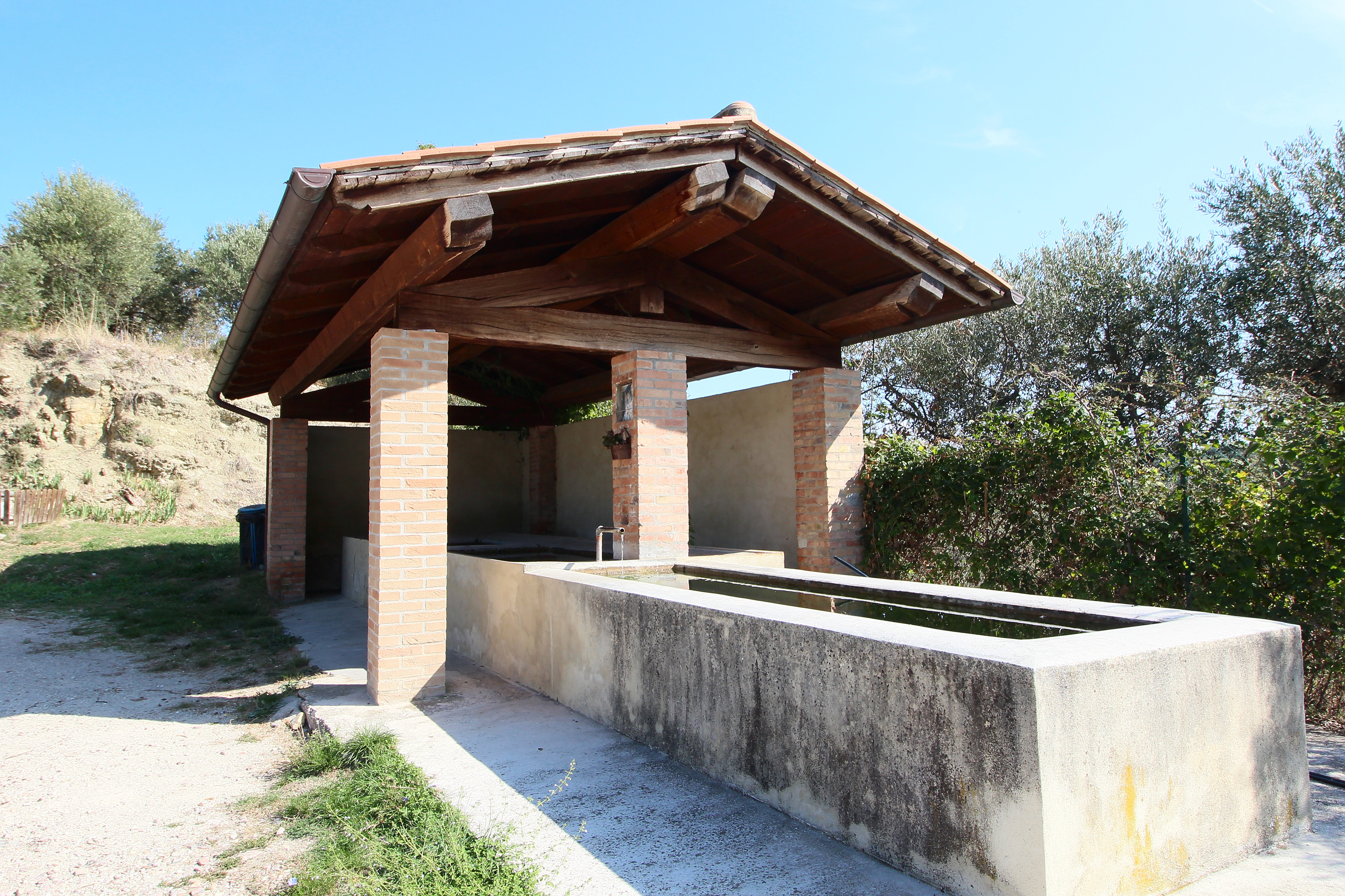
Der Brunnen Fontenuova
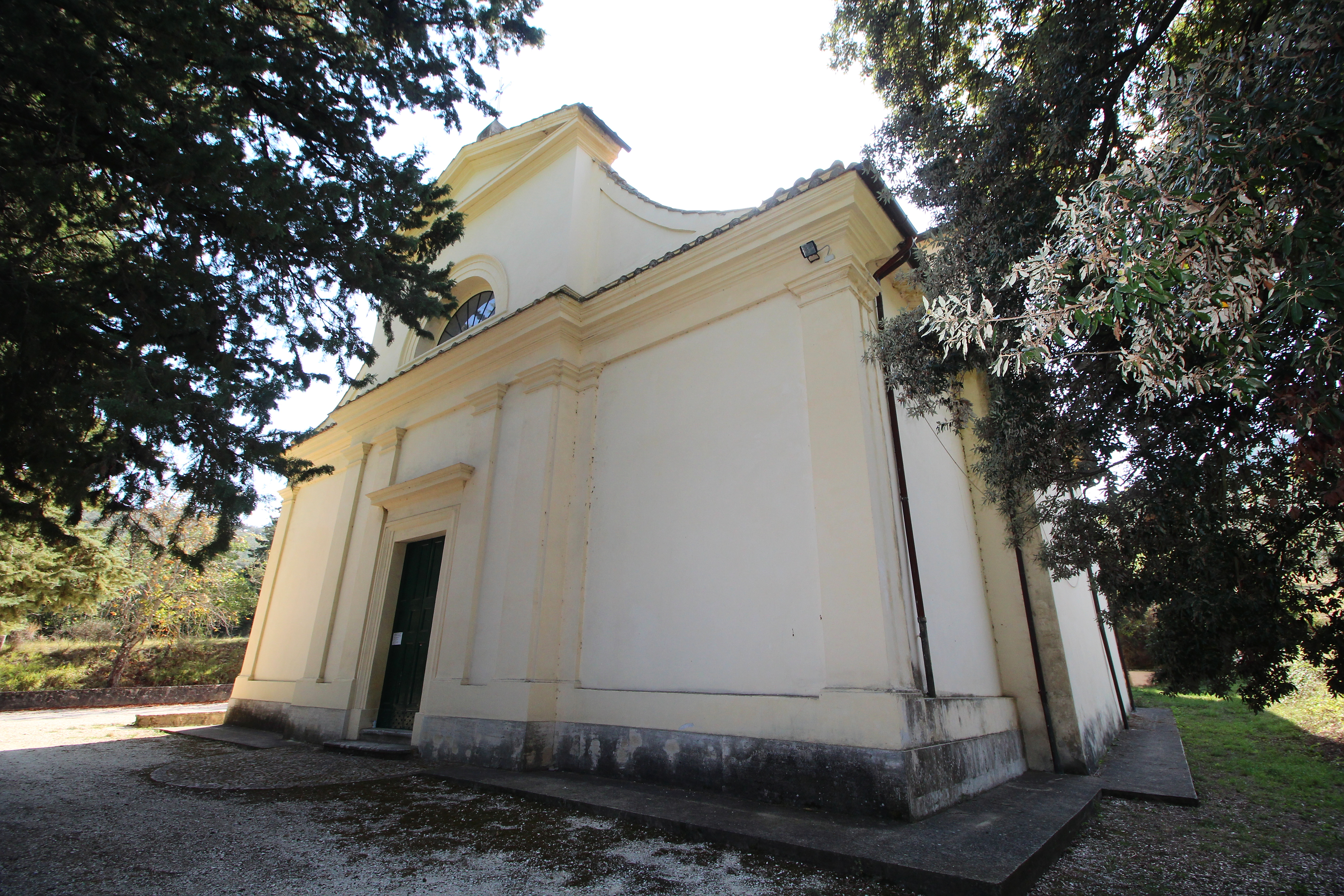
Madonna del Fosco
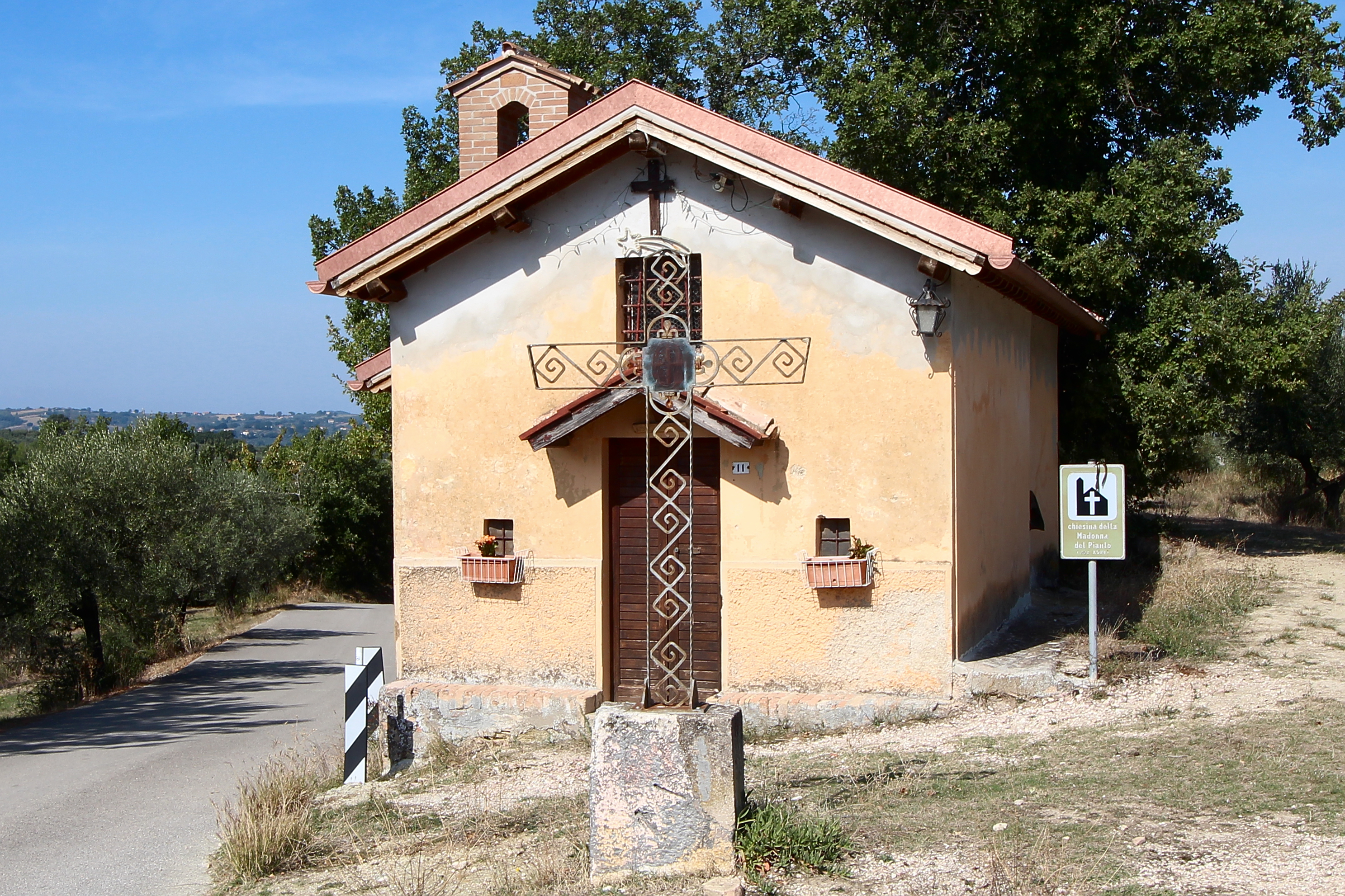
Madonna del Pianto